# Yoshida Bungorō IV.

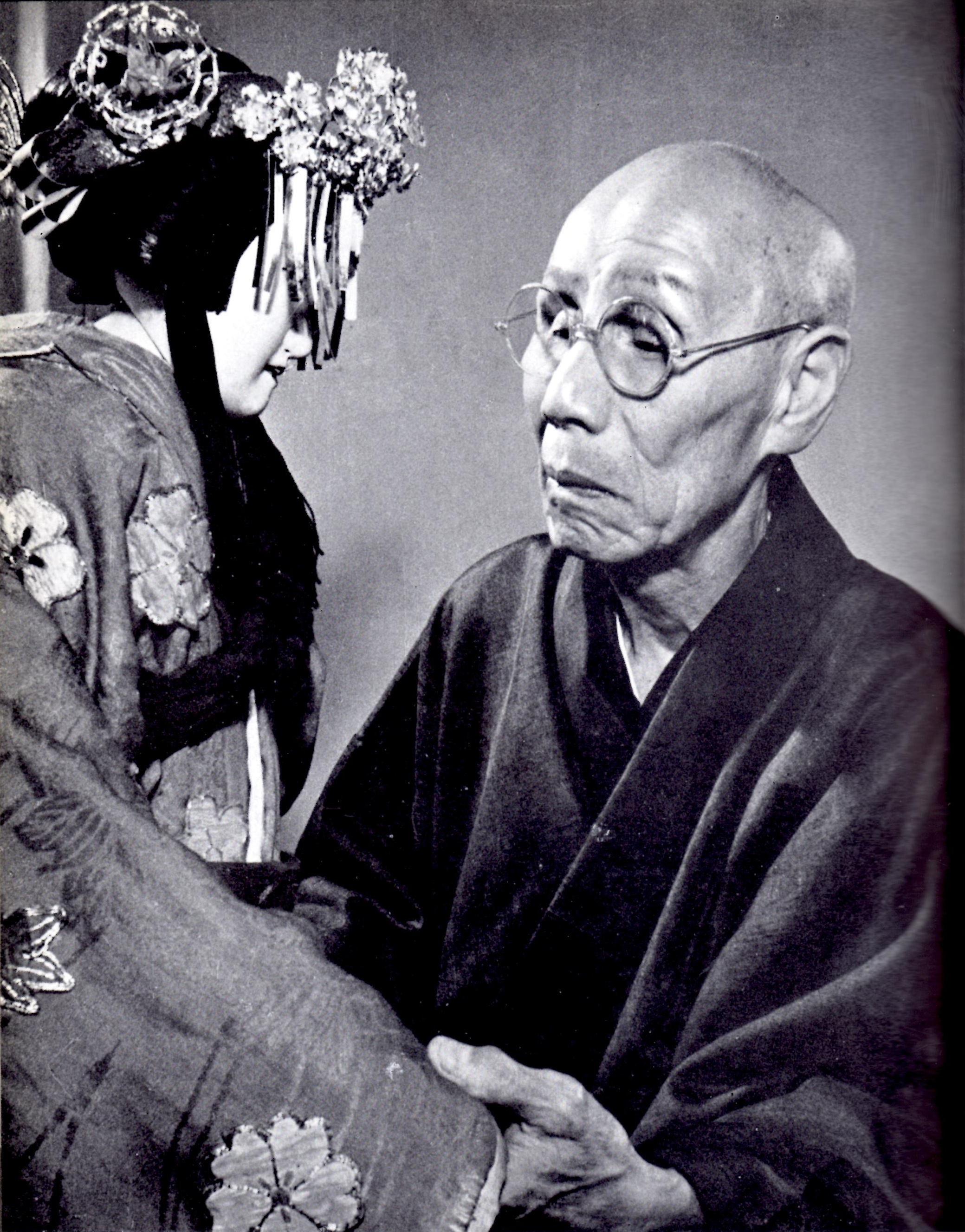
Yoshida Bungorō IV.

Yoshida Bungorō IV. (japanisch 吉田 文五郎 ４世; geboren 23. November 1869 in der Präfektur Osaka; gestorben 21. Februar 1962) war ein japanischer Bunraku-Spieler.

## Leben und Wirken
Yoshida Bungorō IV. war der Sohn eines Bunraku-Puppenspielers. Er wurde in jungen Jahren ein Schüler von Yoshida Tamagoro (吉田　玉五郎; gestorben 1921), aber er arbeitete dort nicht weiter, sondern wurde 1884 im Alter von 15 Jahren Schüler von Yoshida Tamasuke (吉田 玉助), dem erste oder zweiten. Er trat er unter seinem Namen Minosuke im Theater „Kitazoku Sibai“ (北側芝居) in Kyōto Shijō auf. Danach trat er im „Goryō Bunrakuza“ (御霊文楽座), im „Hikorokuza“ (彦六座) und in anderen Theatern auf.
Dann wanderte Yoshida den Tōkaidō entlang nach Tokio und trat dort sogar in einem Puppentheater auf, kehrte aber schließlich nach Osaka zurück. 1907 nahm er den Namen „Kiritake Kamematsu II.“ (2世桐竹 亀松) an, zwei Jahre später nannte er sich „Bungorō IV.“. (Dabei weiß man nichts vom ersten, zweiten und dritten Bungorō.) 1915 wurde er vom „Goryō Bunrakuza“ eingeladen und übernahm die Position der „Tate Oyama“ (立女方), also der Frauenfiguren. Von der Mitte der Taishō-Zeit bis zur Shōwa-Zeit wurde er, zusammen mit Yoshida Eiza I. (1872–1945), zu einer repräsentativen Figur des Bunraku-Puppenspiels.
Typisch für die Fähigkeit Yoshidas war die Breite seiner Darstellungen von Frauenfiguren mit unterschiedlichem sozialen Hintergrund, also von jungen Mädchen, verheirateten Frauen oder Prostituierten. Beispiele sind O-Sono (お園) in „Sakaya“ (酒屋), oder der Tamate (玉手) in „Gappō“ (合邦), oder Yaegakihime (八重垣姫) etc. So fesselte er das Publikum mit seinen großartigen, schönen und weiblichen Darbietungen, die ihresgleichen suchten. Seinen letzten Auftritt hatte er 1961.
1949 wurde Yoshida Mitglied der Akademie der Künste. 1955 wurde er als Lebender Nationalschatz ausgezeichnet, 1956 erhielt er von der Familie Higashikuni (東久邇家) den Bühnennamen „Yoshida Naniwa“  (吉田難波掾, Naniwa-jō) und 1959 wurde er als Person mit besonderen kulturellen Verdiensten geehrt.
Zu Yoshidas Schülern gehört unter anderem Kiritake Monjūrō II. (2世 桐竹 紋十郎; 1900–1970).